# Смоленское (Ярославская область)
Смоле́нское — село в Рязанцевском сельском поселении Переславского района Ярославской области, центр Смоленского сельского округа.

## География
Расположено в 155 км по железной дороге и в 137 км по прямой северо-восточнее Москвы, в 23 км юго-восточнее от районного центра г. Переславля-Залесского, в 115 км юго-западнее областного центра - г. Ярославля. Ближайшая железнодорожная станция - платформа «155 км» Северной железной дороги на расстоянии в 500 м от села. Население на 1 января 2007 года — 529 человек.

## История

### Усадьба Свиньиных-Козловских

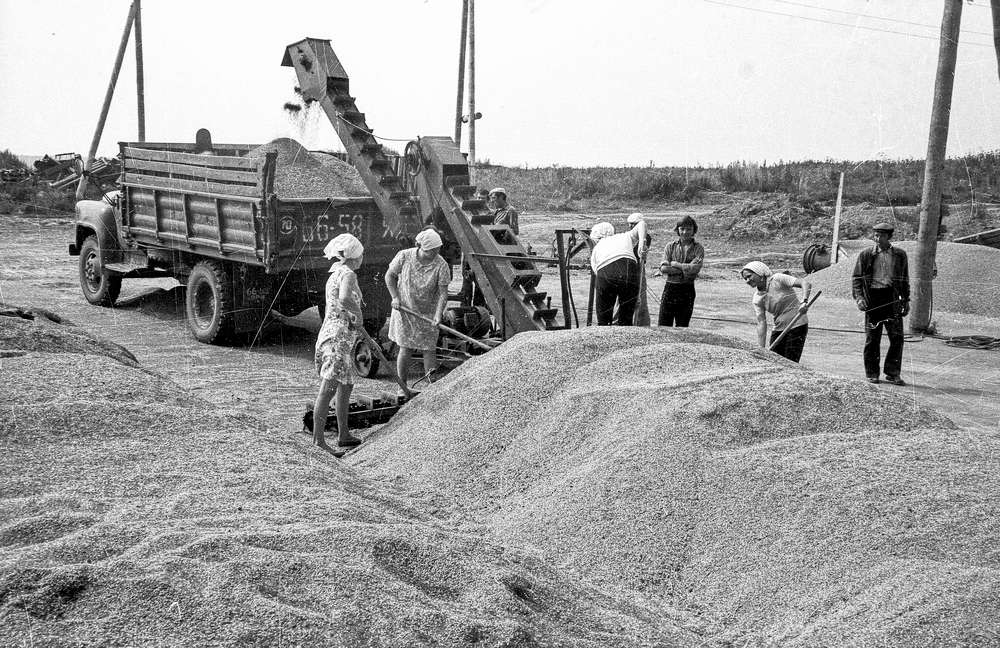
На току в совхозе «Успенская ферма» (село Смоленское) идёт погрузка зерна на автомашины

В 1770-е гг. состоятельный генерал Пётр Сергеевич Свиньин начал строительство в Смоленском крупной по размаху дворянской усадьбы — самой масштабной из сохранившихся в Ярославской области. Вопреки встречающимся иногда утверждениям, к литератору Павлу Свиньину это имение никакого отношения не имеет. В середине XIX века в Смоленском жил на покое боевой генерал В. М. Козловский.
Главный дом усадьбы находится в запущенном состоянии, утрачен бельведер. На территории усадьбы находятся:
- Смоленская основная общеобразовательная школа
- Храм Успения Пресвятой Богородицы
- Краеведческий музей
- Музей военной формы Владимира Опалева (недоступная ссылка — история).
- Амбулатория
- Библиотека

## Население
| 1859 | 1905 | 1926 | 2007 | 2010 |
| ---- | ---- | ---- | ---- | ---- |
| 392  | ↘239 | ↗323 | ↗529 | ↘490 |